# Roi des Romains
Ne doit pas être confondu avec royauté romaine ou Roi de Rome.
 (septembre 2009).
Si vous disposez d'ouvrages ou d'articles de référence ou si vous connaissez des sites web de qualité traitant du thème abordé ici, merci de compléter l'article en donnant les références utiles à sa vérifiabilité et en les liant à la section « Notes et références ».

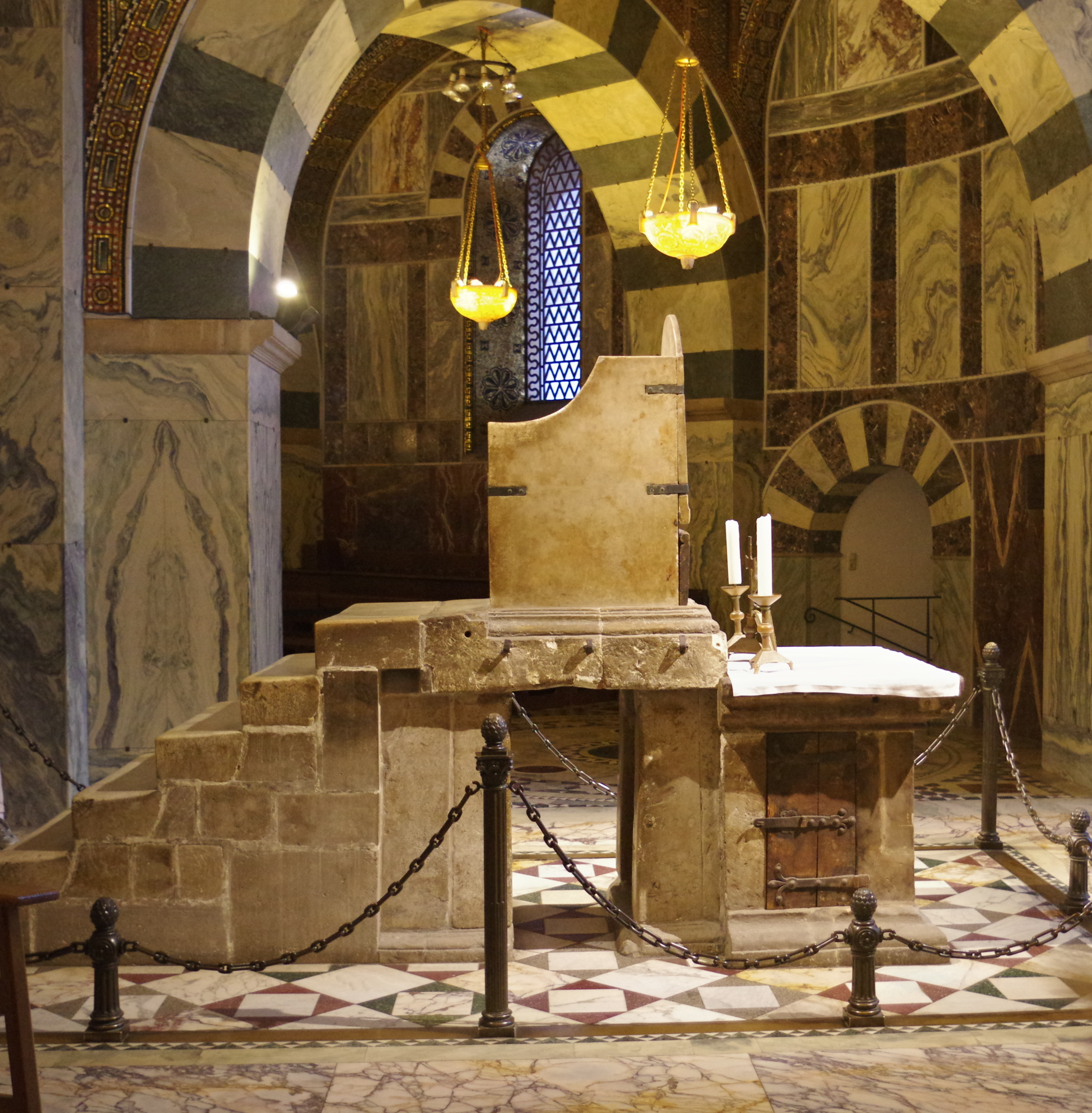
Le trône de Charlemagne dans la chapelle palatine d’Aix-la-Chapelle.

Le titre de roi des Romains (en latin : rex Romanorum) est utilisé dans le Saint-Empire romain germanique (962-1806) pour désigner le candidat élu au trône impérial jusqu'à son couronnement comme empereur (imperator, Kaiser), après avoir été couronné comme roi des Romains.
Dans certains cas, le candidat étant élu du vivant d'un empereur pour devenir son successeur à la mort de celui-ci, il pouvait rester très longtemps roi des Romains : c'est le cas de Maximilien d'Autriche, élu roi des Romains en 1486, couronné comme tel la même année, mais couronné empereur en 1508, alors que son prédécesseur et père, Frédéric III, était mort en 1493.
Le nom de « Saint-Empire romain », fondé en 962 par Otton Ier, fait référence d’une part à l’héritage de Charlemagne, qui, en se faisant couronner empereur en 800, prétendait rétablir l’Empire romain d'Occident disparu en 476, d’autre part au caractère sacré de son titre impérial (imperator Romanorum) reconnu par le pape, évêque de Rome et chef de l'Église chrétienne.

## Histoire
Le titre de rex Romanorum, substitué, à celui de rex Francorum, est apparu à l’époque de la dynastie des Ottoniens, notamment sous le règne de Henri II (1002 – 1024). Avec l’assentiment de Rome, les successeurs de la dynastie franconienne y ont fait un large recours pour faire valoir leurs droits à la dignité impériale, notamment lors de la querelle des Investitures. Le titre acquiert alors une plus grande importance, contrairement à la désignation polémique de rex Teutonicorum utilisée par la curie romaine. La réunion électorale des princes de l’Empire « romain » germanique s’assemblait régulièrement à Francfort et, pour jouir de la plénitude de sa dignité, l’empereur devait être deux fois couronné, d’abord comme « roi des Romains », généralement au palais d'Aix-la-Chapelle, l’ancienne résidence de Charlemagne, et ensuite comme roi d’Italie (rex Langobardorum) en ceignant la Couronne de fer à Pavie ; il était finalement sacré et oint empereur par le pape, en général à Rome, en commémoration du sacre de Charlemagne en 800.
La Bulle d'or de 1356 a confirmé la pratique de cette cérémonie ; néanmoins, au début des Temps modernes, les différends entre le pape Jules II et l’empereur Maximilien Ier, au XVe siècle, changèrent l'usage. Faute de pouvoir s'entendre avec le pape en raison de leurs rivalités en Italie, Maximilien se proclame « empereur élu des Romains » (clementia electus), arguant qu'il avait déjà été couronné à Aix-la-Chapelle, mais en se réservant la possibilité future d'acquérir une dignité plus haute en étant réellement couronné par un pape plus conciliant. Le titre de roi des Romains fut dès lors davantage utilisé comme équivalant à un prince héritier entre l'élection et le couronnement comme empereur. François Ier ne manqua ainsi jamais l'occasion de rappeler que la dignité impériale de son rival Charles Quint n'était qu'incomplète avant son couronnement à Bologne en le désignant comme l'« élu en empereur ». Ce fut le dernier empereur couronné par un pape et, dès lors, la pratique de la formule « empereur élu » devint systématique.
Bien qu'il fallût confirmer son statut en procédant à une nouvelle élection, le roi des Romains disposait d'une autorité morale suffisante pour obtenir la couronne impériale de façon presque systématique. Pour qu'un empereur pût faire élire un roi des Romains, il fallait qu'il fût lui-même dans la plénitude de sa dignité. Les électeurs firent ainsi plusieurs fois sèchement remarquer à l'empereur Maximilien que son titre d'empereur élu n'était que pure courtoisie de leur part, qu'il n'était qu'un roi des Romains, incapable comme tel de faire accéder son fils l'archiduc Philippe le Beau puis son petit-fils l'archiduc Charles Quint à cette dignité tant que lui-même n'aurait pas été sacré dans les formes. Cette possibilité de faire élire un successeur du vivant même de l’empereur par les princes-électeurs permit aux Habsbourg de s’assurer une hérédité de fait pour la charge impériale. Après Charles Quint, du fait de la Réforme protestante, on décida néanmoins de s'abstenir de toute référence au pape.

## Liste des rois des Romains

### Ottoniens
- 961-983 : Otton II, couronné roi associé à l'instigation de son père Otton Ier le Grand, empereur à partir de 973.
- 983-1002 : Otton III, roi des Romains et roi d'Italie, empereur à partir de 996.
- 1002-1024 : Henri II le Saint, duc de Bavière, empereur à partir de 1014.

### Dynastie franconienne
- 1024-1039 : Conrad II le Salique, duc de Franconie, roi d'Italie à partir de 1026, empereur à partir de 1027, roi de Bourgogne à partir de 1032.
- 1039-1056 : Henri III le Noir, duc de Bavière, roi de Bourgogne à partir de 1038, empereur à partir de 1046.
- 1053-1106 : Henri IV, duc de Bavière, placé sous la  tutelle de sa mère Agnès de Poitiers puis des archevêques Annon II de Cologne et Adalbert de Brême en raison de sa minorité jusqu'en 1065, empereur à partir de 1084, affronte trois antirois :
  - 1077-1080 : Rodolphe de Rheinfelden, duc de Souabe ;
  - 1081-1088 : Hermann de Salm, ne s'impose pas ;
  - 1088-1090 : Egbert II de Misnie.
  - 1087-1098 : Conrad III, fils de Henri IV, duc de Franconie et de Basse-Lotharingie, roi associé, roi d'Italie à partir de 1093, déposé.
- 1098-1125 : Henri V, roi associé jusqu'en 1106, empereur à partir de 1111.

### Maison de Supplinbourg
- 1125-1137 : Lothaire de Supplinbourg, duc de Saxe, roi d'Italie à partir de 1128, empereur à partir de 1133 sous le nom de Lothaire III.

### Welf et Hohenstaufen
- 1138-1152 : Conrad III de Hohenstaufen, anti-roi à Lothaire III depuis 1127, roi des Romains, roi d'Italie et roi de Bourgogne.
  - 1147–1150 : Henri-Bérenger, fils, duc de Franconie, parfois considéré comme roi associé sous le nom de Henri (VI).
- 1152-1190 : Frédéric Ier Barberousse, duc de Souabe, empereur à partir de 1155.
- 1169-1197 : Henri VI, roi d'Italie à partir de 1186, empereur à partir de 1191, roi de Sicile à partir de 1194.
  - 1196-1198 : Frédéric de Hohenstaufen dit Frédéric II, roi de Sicile, associé par son père mais remplacé par son oncle Philippe de Souabe en 1198.
- 1198-1218 : Otton IV de Brunswick, empereur à partir de 1209, le seul souverain du Saint-Empire de la dynastie des Welf.
  - 1198-1208 : Philippe de Souabe, duc, roi des Romains en concurrence avec Otton IV, assassiné.
- 1212-1250 : Frédéric II, roi de Sicile, empereur à partir de 1220. Élève ses fils Henri puis Conrad au titre.
  - 1220-1235 : Henri VII, fils, roi de Sicile, duc de Souabe, roi des Romains associé, déposé par son père.
  - 1246-1247 : Henri Raspe, landgrave de Thuringe, anti-roi.
- 1237-1254 : Conrad IV de Hohenstaufen, duc de Souabe, roi de Sicile à partir de 1250.

### Grand Interrègne
- 1254-1256 : Guillaume de Hollande, comte, anti-roi à Frédéric II et à Conrad IV depuis 1248, puis seul souverain. Ne s'impose pas.
- 1257-1272 : Richard de Cornouailles. Ne s'impose pas.
  - 1257-1272 : Alphonse X de Castille, roi, anti-roi à Richard. Ne s'impose pas.

### Habsbourg, Nassau, Luxembourg, Wittelsbach
- 1273-1291 : Rodolphe Ier de Habsbourg, comte, duc de Carinthie à partir de 1276, duc d'Autriche et de Styrie à partir de 1278.
- 1292-1298 : Adolphe de Nassau, margrave de Misnie et landgrave de Thuringe à partir de 1294/1295, déposé par les princes-électeurs
- 1298-1308 : Albert Ier de Habsbourg, duc d'Autriche et de Styrie, assassiné.
- 1308-1313 : Henri VII de Luxembourg, comte de Luxembourg, roi d'Italie à partir de 1311, empereur à partir de 1312.
- 1314-1347 : Louis IV le Bavarois, de la maison de Wittelsbach, duc de Bavière et comte palatin du Rhin, roi de Germanie (Louis V), empereur à partir de 1328.
  - 1314-1330 : Frédéric III le Bel, de la maison de Habsbourg, duc d'Autriche et de Styrie, anti-roi bien qu'élu régulièrement, partage  un temps le pouvoir avec son rival.
- 1346-1378 : Charles IV de Luxembourg, comte, roi de Bohême, anti-roi à Louis IV depuis 1346, empereur à partir de 1355, roi de Bourgogne à partir de 1365
  - 1349 : Gunther de Schwarzbourg, anti-roi, ne s'impose pas
- 1378-1400 : Venceslas de Luxembourg, prince-électeur de Brandebourg et roi de Bohême, duc de Luxembourg à partir de 1383, déposé par les princes-électeurs.
- 1401-1410 : Robert Ier de Wittelsbach, prince-électeur et comte palatin du Rhin.
- 1410-1411 : Jobst de Moravie, de la maison de Luxembourg, margrave, prince-électeur de Brandebourg et duc de Luxembourg, élu roi des Romains en concurrence avec son cousin Sigismond
- 1411-1437 : Sigismond de Luxembourg, prince-électeur de Brandebourg, roi de Hongrie et de Croatie, roi de Bohême à partir de 1420, roi Lombard à partir de 1431, empereur à partir de 1433

### Maison de Habsbourg

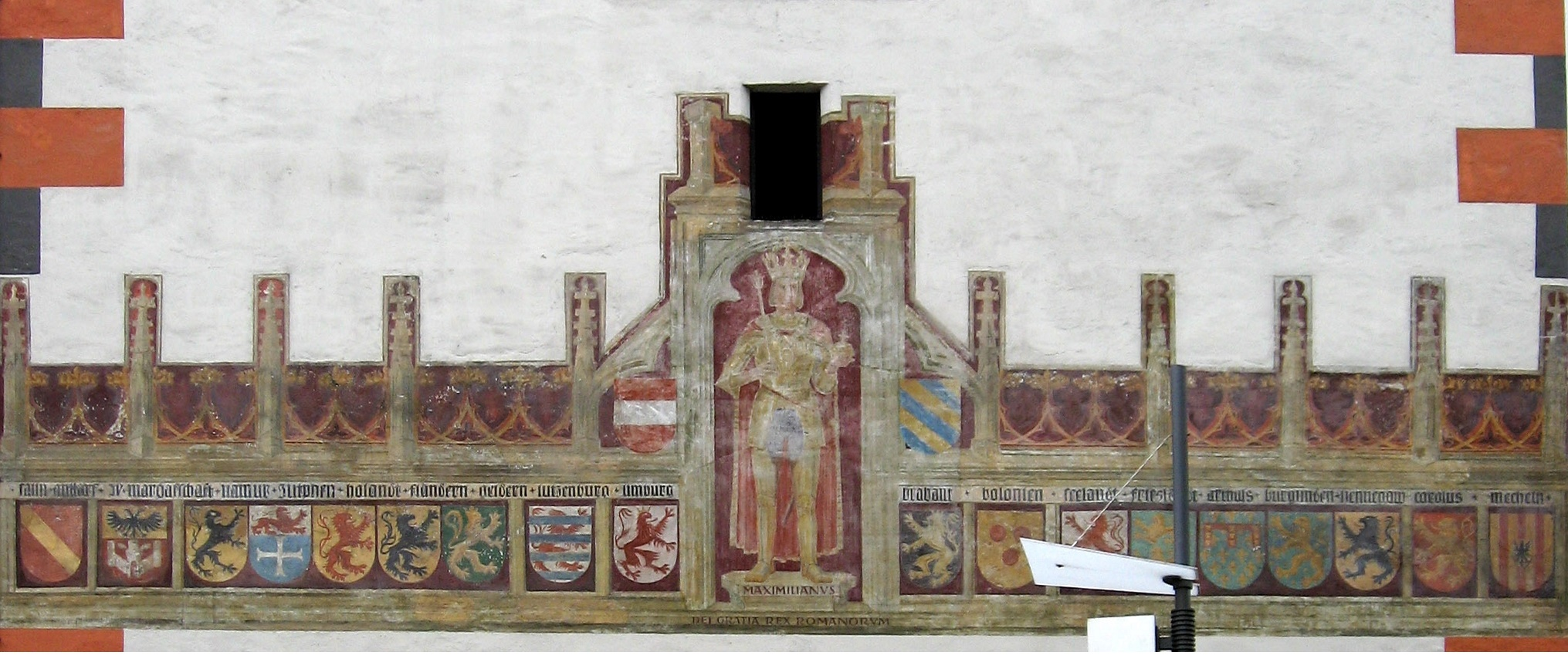
Inscription figurant sur le beffroi de Vöcklabruck datant de 1508 : MAXIMILIANUS, DEI GRATIA REX ROMANORUM (MAXIMILIEN, PAR LA GRÂCE DE DIEU ROI DES ROMAINS), surmontant les armoiries de ses possessions.

- 1438-1439 : Albert II, duc d'Autriche, roi de Bohême, roi de Hongrie et de Croatie.
- 1440-1493 : Frédéric IV, (archi-)duc d'Autriche, roi Lombard à partir et empereur à partir de 1455 sous le nom de Frédéric III.
- 1486-1519 : Maximilien Ier, archiduc d'Autriche à partir de 1493, « empereur élu » à partir de 1508.
- 1519-1556 : Charles Quint, roi d'Espagne, archiduc d'Autriche, empereur élu » à partir de 1520, couronné par le pape en 1530.

Après Charles Quint, tous les rois des Romains accèdent en principe au trône impérial. Seuls ceux qui ont été élus rois des Romains du vivant de leur prédécesseur sont mentionnés ici. La date de fin de leur règne est celle de leur accession à l'Empire.
- 1531-1558 : Ferdinand Ier, archiduc d'Autriche, roi de Bohême, roi de Hongrie et de Croatie.
- 1562-1564 : Maximilien II, roi de Bohême, roi de Hongrie et de Croatie à partir de 1563.
- 1575-1576 : Rodolphe II, roi de Bohême, roi de Hongrie et de Croatie.
- 1636-1637 : Ferdinand III, roi de Bohême, roi de Hongrie et de Croatie.
  - 1653-1654 : Ferdinand IV, roi de Bohême, roi de Hongrie et de Croatie, ne devint pas empereur étant mort avant son père Ferdinand III.
- 1690-1705 : Joseph Ier, roi de Hongrie et de Croatie.

### Maison de Habsbourg-Lorraine
- 1764-1765 : Joseph II

En 1806, le Saint-Empire fut dissous par l'empereur François II et le titre de roi des Romains cessa d'exister.

## Divers
En Gaule, aux Ve et VIe siècles, deux rois sont surnommés roi des Romains[réf. nécessaire], mais le royaume d’Orléans est conquis par Clovis en 486[pas clair] :
- Ægidius (461-464)
- Syagrius (464-486)

Dans l'Empire d'Orient (Empire romain d'Orient) dont la capitale était Constantinople, on utilisait la langue grecque : pour rendre le latin imperator (empereur), on se contentait du mot basileus (roi) si bien que le monarque portait le titre de basileus tôn Rômaiôn, c'est-à-dire roi des Romains.
Napoléon fit donner à son fils par sénatus-consulte le titre de « roi de Rome ».